# Crotonia
Crotonia – rodzaj roztoczy z kohorty mechowców, rodziny Crotoniidae i podrodziny Crotoniinae.
Rodzaj ten został opisany w 1876 roku przez Tamerlana Thorella.
Mechowce o ciele długości od 700 do 1725 μm i tylnej krawędzi hysterosomy uzbrojonej w wyraźne, różnokształtne apofizy. Szczeciny lamellarne maja osadzone na długich apofizach. Sensilusy całkowicie schowane w botridiach. Notogaster z 10 parami szczecin notogastralnych. Liczba szczecin genitalnych wynosi od 7 do 11 par, aggenitalnych 2 pary, a analnych i adanalnych po 3 pary. Zwykle roztocza te mają dobrze rozwinięty cerotegument.
Rodzaj ten stanowi relikt gondwański. Jego przedstawiciele rozprzestrzenieni są w Australazji, Melanezji, Oceanii, Afryce, wyspach południowego Atlantyku, Ameryce Południowej i Centralnej. 
Należy tu ponad 50 opisanych gatunków, w tym:
- Crotonia ardala Luxton, 1987
- Crotonia borbora Luxton, 1987
- Crotonia brevicornuta (Wallwork, 1966)
- Crotonia brisbanensis Colloff, 2010
- Crotonia cameroni Colloff, 2010
- Crotonia capistrata Luxton, 1987
- Crotonia caudalis (Hammer, 1966)
- Crotonia cervicorna Luxton, 1982
- Crotonia cophinaria (Michael, 1908)
- Crotonia cupulata Luxton, 1982
- Crotonia daviesae Colloff, 2010
- Crotonia eungella Colloff, 2010
- Crotonia longibulbula Luxton, 1982
- Crotonia maculata Colloff, 2010
- Crotonia monteithi Colloff, 2010
- Crotonia obtecta (Pickard-Cambridge, 1875)
- Crotonia qeenslandiae Colloff, 2010
- Crotonia raveni Colloff, 2010
- Crotonia reticulata Luxton, 1982
- Crotonia seemani Colloff, 2010
- Crotonia sterigma Colloff, 2010
- Crotonia tuberculata Luxton, 1982
- Crotonia unguifera (Michael, 1908)
- Crotonia weiri Colloff, 2010
- Crotonia yeatesi Colloff, 2010